# تایرل اشکرافت
تایرل اشکرافت (انگلیسی: Tyrell Ashcroft؛ زادهٔ ۷ ژوئیهٔ ۲۰۰۴) بازیکن فوتبال اهل بریتانیا است.